# Помирла (комуна)
Помирла (рум. Pomârla) — комуна у повіті Ботошані в Румунії. До складу комуни входять такі села (дані про населення за 2002 рік):
- Помирла (2379 осіб) — адміністративний центр комуни
- Раковец (363 особи)
- Хулубешть (226 осіб)

Комуна розташована на відстані 401 км на північ від Бухареста, 41 км на північний захід від Ботошань, 137 км на північний захід від Ясс.

## Населення
За даними перепису населення 2002 року у комуні проживали 2968 осіб, усі — румуни.
Рідною мовою назвали:
| Мова       | Кількість осіб | Відсоток |
| ---------- | -------------- | -------- |
| румунська  | 2967           | > 99,9%  |
| українська | 1              | < 0,1%   |

Склад населення комуни за віросповіданням:
| Релігія       | Кількість осіб | Відсоток |
| ------------- | -------------- | -------- |
| православні   | 2951           | 99,4%    |
| бретрени      | 9              | 0,3%     |
| п'ятдесятники | 4              | 0,1%     |
| баптисти      | 3              | 0,1%     |
| адвентисти    | 1              | < 0,1%   |